# آتالا (مجارستان)
آتالا (به مجاری: Attala) یک استان در مجارستان است که در ناحیه دومبووار واقع شده‌است. آتالا ۲۰٫۶۴ کیلومتر مربع مساحت و ۸۲۰ نفر جمعیت دارد.